# Península de Karpasia

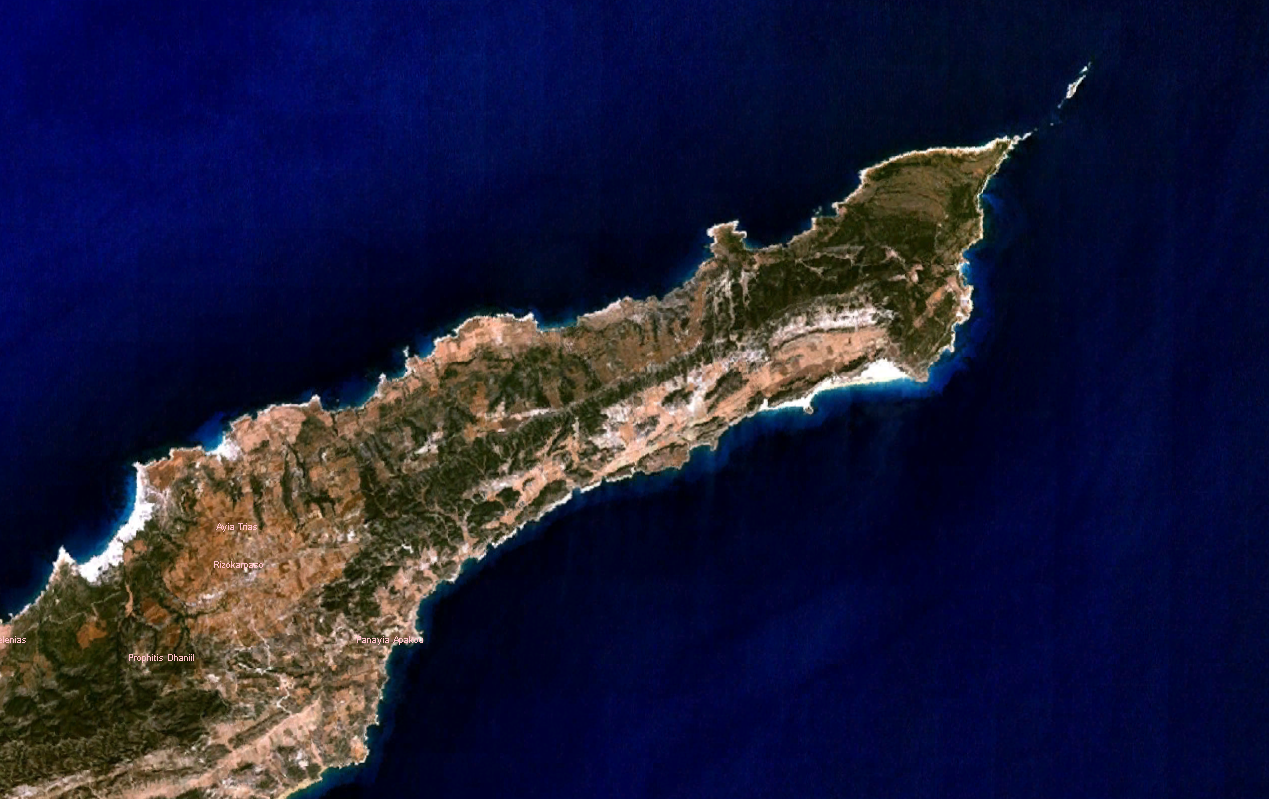
Imagen de satélite de una parte de la península de Karpasia

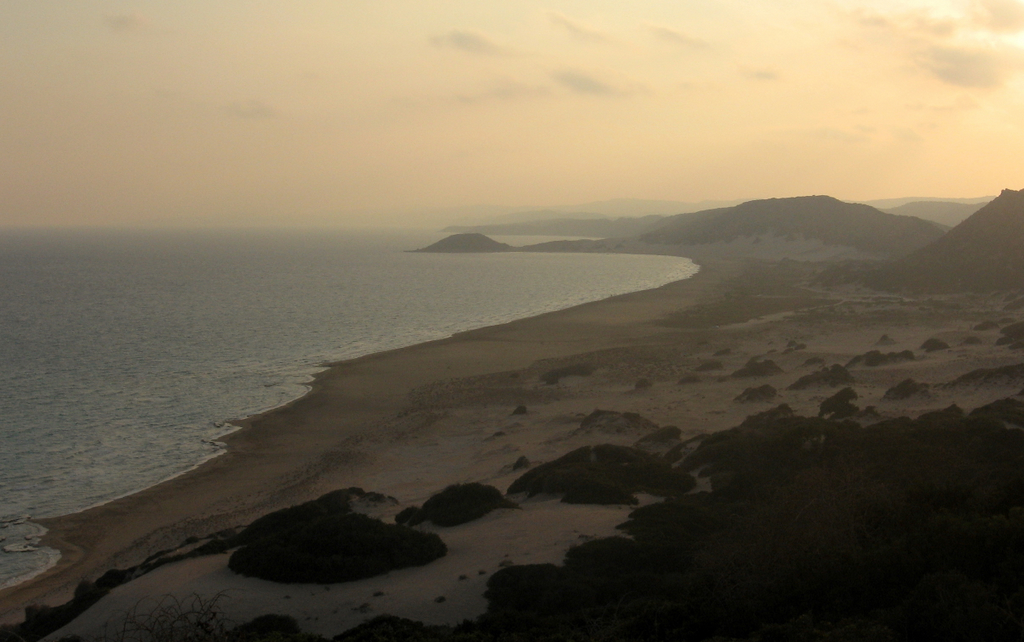
Playa dorada en la península de Karpasia, en una puesta de sol.

La península de Karpas (griego Καρπασία, turco Karpaz), también conocida como Karpasia o Kırpaşa es una larga y estrecha península, que es uno de los accidentes geográficos más destacados de la isla de Chipre. Es la parte más oriental de la isla, con forma de dedo o delgada cinta orientada en dirección a Turquía.
Su centro de población principal es la ciudad de Rizokarpaso (griego: Ριζοκάρπασο; turco: Dipkarpaz). De hecho, la península forma el distrito de İskele del norte de Chipre, mientras que de jure se encuentra en el distrito de Famagusta de la República de Chipre.
Es rica en reservas de aguas subterráneas y de cultivos de tabaco. La principal fuente de ingreso de sus habitantes es la pesca, siendo Bogaz y Koma tou Gialou (Kumyali) los principales centros de esa actividad. Su extremo más alejado es el cabo del Apóstol San Andrés (Apostolos Andreas), y su mayor centro de población es la ciudad de Rizokarpaso (turco, Dipkarpaz). Desde 1974 la península se encuentra en lo que de facto es la República Turca del Norte de Chipre. La península tiene un área de 898 km²,  lo que equivale al 27% del norte de la isla.
Además de albergar numerosas iglesias bizantinas, cuyo principal exponente es el Monasterio del Apóstol Andrés, la península es una reserva natural de pájaros y flores silvestres. Después de la última etapa glaciar, la isla ha conservado una sustancial biodiversidad con una significativa cantidad de especies endémicas: 1600 especies vegetales, 350 de aves y 26 de reptiles y anfibios. La península contiene unas 46 playas arenosas que son el principal albergue de las tortugas marinas tortuga verde y tortuga boba. 
Siendo una de las principales rutas de inmigración de aves entre el este de Europa y África, cada año unas 300 especies usan esta vía al inicio del invierno y a fines del verano. La última colonia de gaviotas de Audouin anidan en las pequeñas islas Klidhes.

## Galería

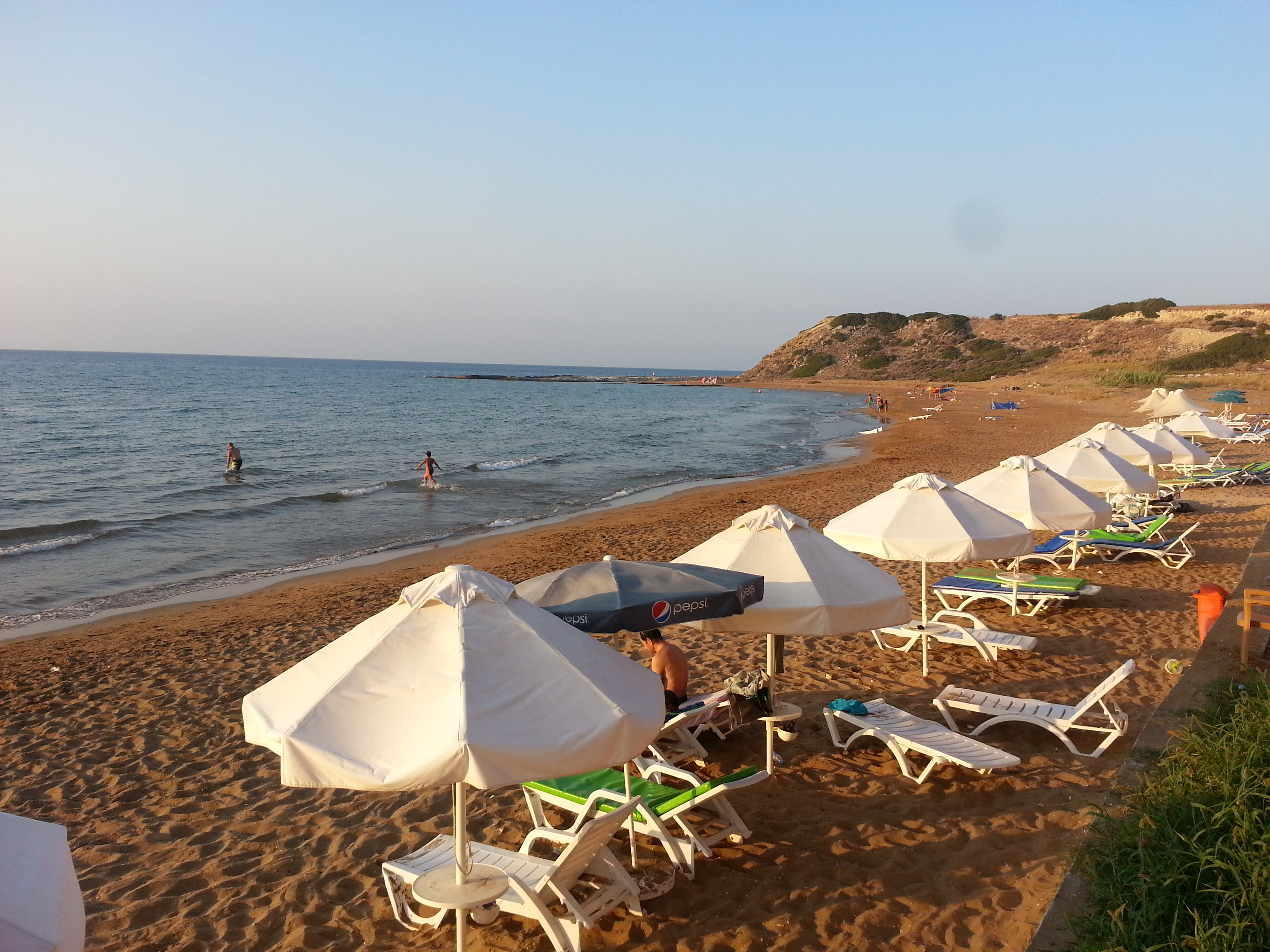
Una playa en Davlos
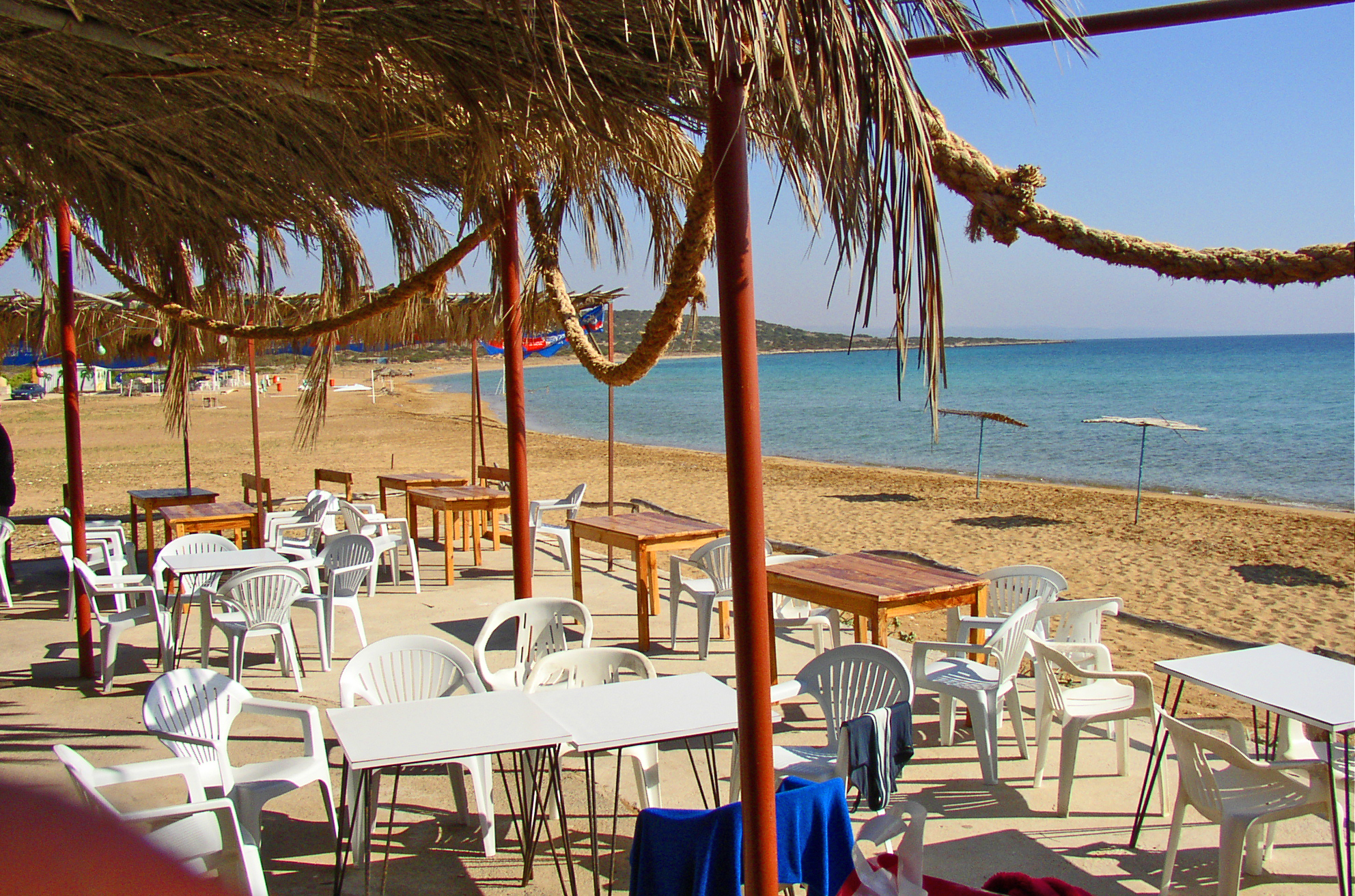
Monasterio Apostolos Andreas
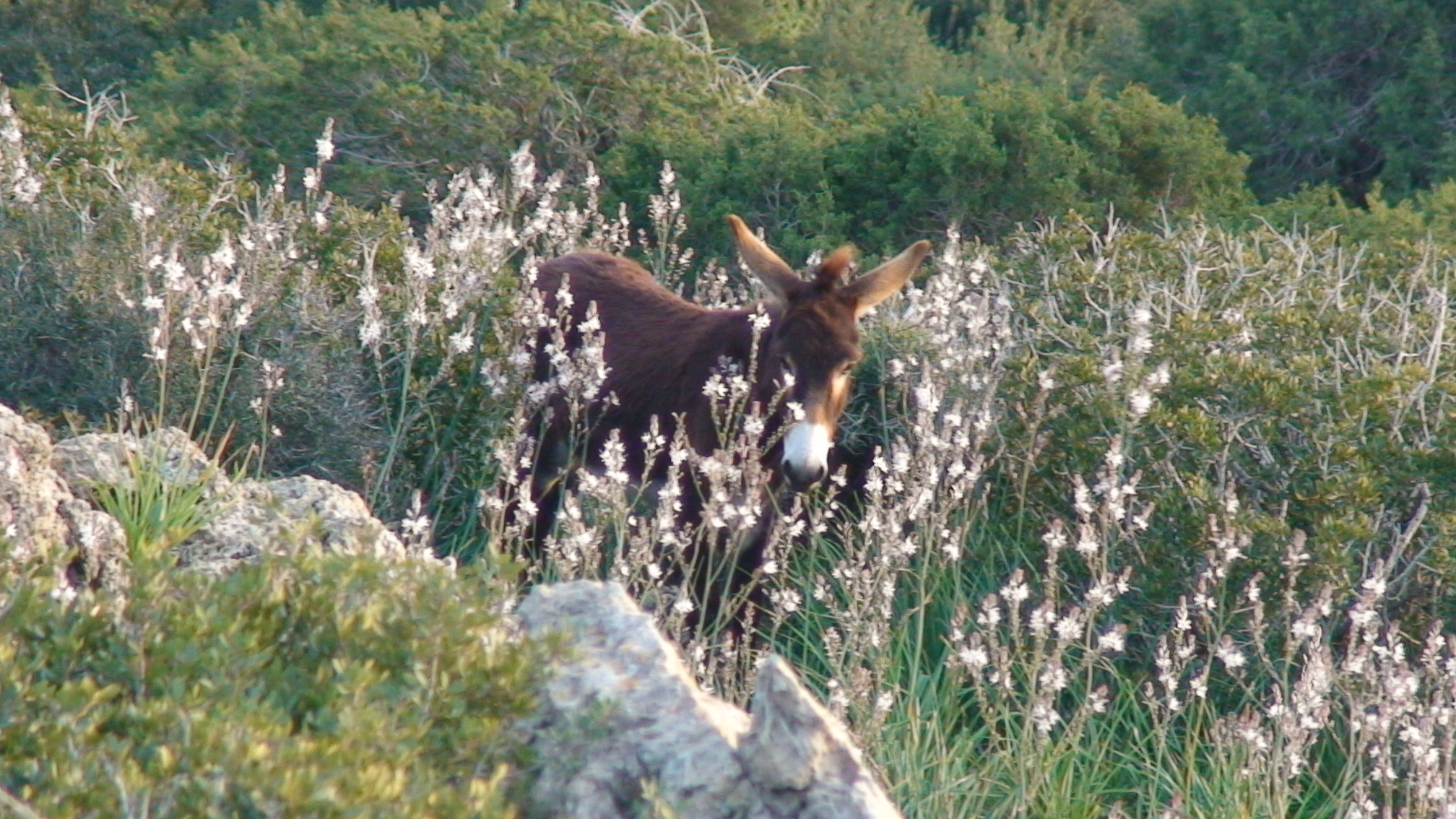
Burros en Karpass
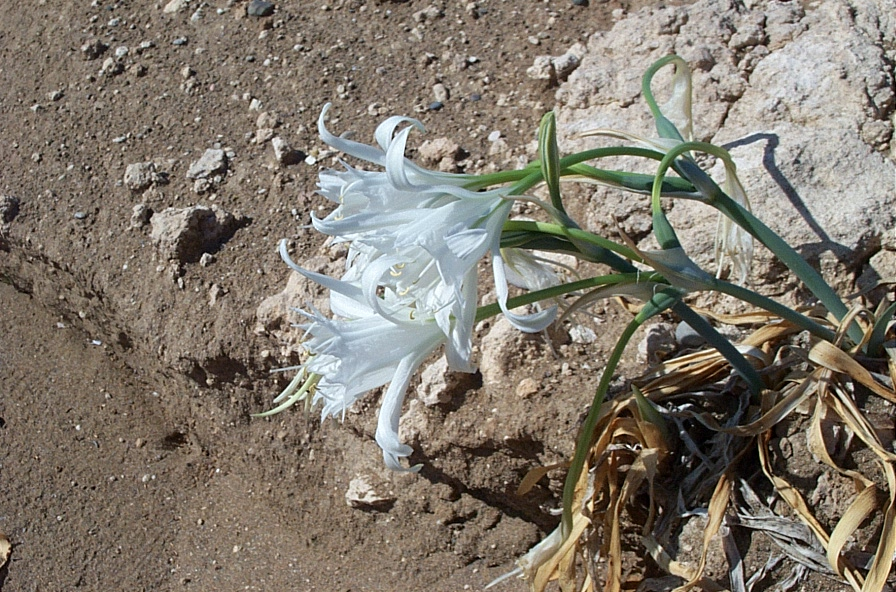
Un lirio de arena en la península de Karpas

- Datos: Q1418724
- Multimedia: Karpaz Peninsula / Q1418724